# Castillo de Cambrils
El castillo de Cambrils, está situado sobre una colina de la cordillera del Bartoló Viejo, dominaba el pueblo de Cambrils y el camino tradicional de Cambrils a Oliana. Obra originalmente románica hoy, se encuentra en ruinas, y los restos visibles muestran que la obra original fue muy reformada posteriormente
Hay constancia documental de que durante una época fue un dominio de los templarios. En el primer tercio del siglo XI formaba parte de los dominios del obispo de Urgel, situación en la que permaneció hasta el 1159, cuando pasó a los dominios del conde Ermengol VII de Urgel.
En 1375, el castillo de Cambrils se contaba entre los dominios del Vizcondado de Cardona, en el momento de la creación de los vizcondado por parte del rey Pedro IV de Aragón:Los Cardona mantuvieron en su poder la baronía de Cambrils, que se menciona entre los años 1512 a 1831. En el año 1613, el castillo de Cambrils era uno de los lugares en los que el vizconde tenía plena jurisdicción civil y criminal y era parte integrante de la alcaldía de Solsona.